# Список законів Стародавнього Риму
Список законів Стародавнього Риму містить неповний перелік давньоримських законів. Зазвичай закони отримували назву за іменами посадових осіб, котрі стали авторами відповідної законодавчої ініціативи.
- Закони Дванадцяти таблиць (лат. Leges duodecim tabularum, 451—449 до н. е.) — перша римська систематизація приватного та публічного права.
- Lex Canuleia (445/443 рр. до н. е.) — скасування заборони на шлюби між патриціями та плебеями.
- Leges Liciniae Sextiae (Закони Ліцинія і Секстія) (368—367 до н. е.) — три закони, що стосувались виплати боргів, великого землеволодіння та магістратур.
- Lex Ogulnia (300 р. до н. е.) — встановив плебеям рівний з патриціями доступ до всіх жрецьких посад.
- Lex Hortensia (287 р. до н. е.) — рішення плебсу по трибах (plebis scitum — Плебісцит) автоматично отримує силу закону, не потребуючи схвалення сенату (лат. patrum auctoritas)). Патриції і багаті плебеї однаково отримали доступ до найвищих посад Римської республіки.
- Lex Cincia (204 р. до н. е.) — один з законів, спрямованих проти розкоші.
- Lex Sempronia de provinciis consularibus (123 до н. е.) — закон Гая Гракха, згідно якого, провінції, куди консули мали відправитися після завершення терміну служби, призначалися ще до виборів.[1]